# Torre Anacaona 27
La Torre Anacaona 27  es un rascacielos en Santo Domingo, República Dominicana. Su construcción comenzó en 2011 y se terminó en 2017. Tiene 41 pisos y una altura máxima de 171 m, lo que lo convierte en el edificio más alto de República Dominicana, tras superar la Torre Caney, que tiene 40 pisos. La Anacaona 27 es, a su vez, el edificio más alto de las Antillas.
La Torre Anacaona 27 ha sido un importante impulso para el desarrollo de la zona, que ha visto un auge en proyectos residenciales y comerciales de alto nivel en los últimos años. Además, ha contribuido a redefinir el paisaje urbano de Santo Domingo, siendo un hito en el crecimiento de la ciudad.